# Dan Takuma

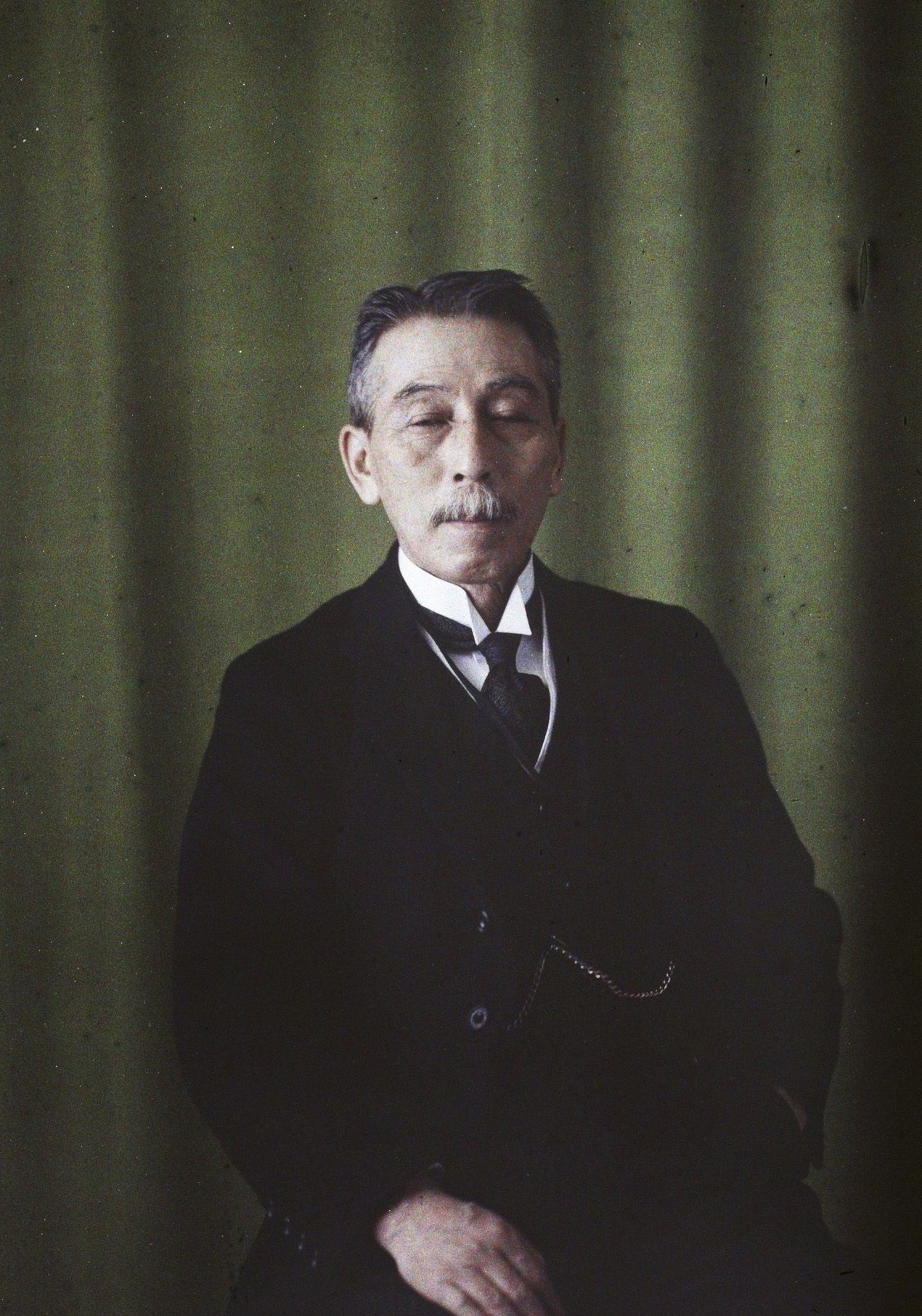
Dan Takuma, 1922. Autochrom von Auguste Léon.

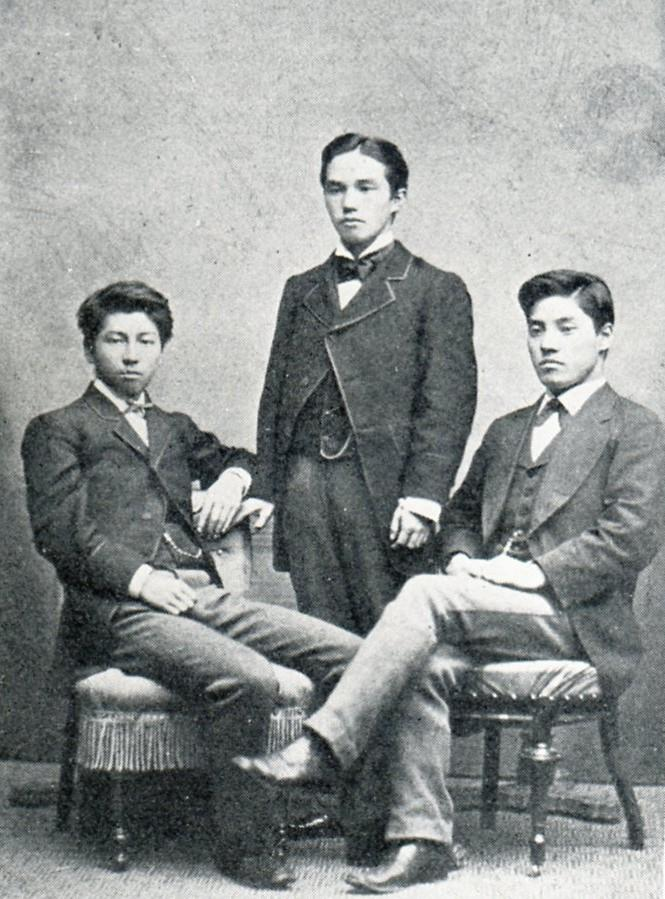
Dan Takuma in Boston

Danshaku Dan Takuma (japanisch 團 琢磨; * 7. September 1858 in Fukuoka; † 5. März 1932 in Nihonbashi, Tokio) war ein japanischer Geschäftsmann während der Meiji-, Taishō- und beginnender  Shōwa-Zeit. 1928 wurde er zum Baron (Danshaku) ernannt.

## Leben und Werk
Dan Takuma stammte aus einer Samurai-Familie in der Gegend von Fukuoka. 1871 wurde er im Rahmen Iwakura-Mission in die USA mitgenommen, wo er am Massachusetts Institute of Technology 1878 seinen Abschluss als Bergbau-Ingenieur machte. Nach seiner Rückkehr unterrichtete er für kurze Zeit an der Universität Tokio, wechselte dann zum Ministerium für öffentliche Arbeiten (工部省, Kōbu-shō) und wurde Ingenieur an den Miike-Kohlegruben in der Präfektur Fukuoka.
Die Kohlegruben wurden 1888 durch die Firma Mitsui übernommen. Takuma ging mit und machte sie als Leiter erfolgreich. 1914 wurde er zum Direktor der Mitsui Holding Company (三井合名会社, Mitsui Gōmei Kaisha) ernannt und wurde damit zum Leiter des gesamten Mitsui-Konglomerats. 
Dan war als Mitglied der Nihon Keizai Remmei (日本経済連盟) und des Nihon Kōgyō Kurau (日本工業俱楽部) eine führende Person in japanischen Unternehmeraktivitäten im In- und Ausland. 1921 leitete er eine Wirtschaftsdelegation in die USA und nach England. Er war gegen alle Gewerkschaftsaktivitäten eingestellt und war 1929 mit seiner Ablehnung des vom Kabinett Hamaguchi vorgeschlagenen Gewerkschaftsgesetzes erfolgreich.
Dan wurde am 5. März 1932 von einem Mitglied der „Blut-Liga“ ermordet.